# Sam-A Gaiyanghadao
Sam-A Gaiyanghadao (en tailandés: สามเอ ไก่ย่างห้าดาว; 13 de octubre de 1983) es un peleador de Muay Thai tailandés que actualmente compite en la categoría de peso paja de ONE Championship, donde es un ex-Campeón Mundial de Kickboxing de Peso Paja de ONE y ex-Campeón Mundial de Muay Thai de Peso Paja de ONE.
Sam-A es conocido por competir en la pelea de Muay Thai en ONE Championship. Es un ex-Campeón Mundial de Muay Thai de Peso Mosca de ONE (siendo el campeón inaugural), en adición a ser un ex-Campeón de Tailandia en cuatro divisiones y un Campeón de dos divisiones de Lumpinee Stadium. Sus otros logros en Muay Thai incluyen ser nombrado el Peleador del Año del Lumpinee y el Peleador del Año de Sport Writers Friends, ganando ambos reconocimientos en 2011. Es reconocido como uno de los mejores peleadores de Muay Thai del mundo.

## Carrera de Muay Thai y Kickboxing

### ONE Championship
Sam-A firmó con ONE Championship cuando la promoción anunció su formato de ONE Super Series.

#### 2018
El 26 de enero de 2018, enfrentó a Joseph Lasiri en ONE Championship: Global Superheroes en la primera pelea de Muay Thai de la promoción, ganando por TKO en el segundo asalto.
En su segunda pelea en la promoción Sam-A venció a Sergio Wielzen por KO el 18 de mayo de 2018, para ganar el Campeonato Inaugural de Muay Thai de Peso Mosca de ONE en ONE Championship: Unstoppable Dreams.

#### 2019
En su primera defensa titular el 4 de mayo de 2019, perdió el título ante Jonathan Haggerty por decisión unánime en ONE Championship: For Honor.
Luego de la pérdida de su título, Sam-A bajó a peso paja e hizo su regreso a ONE Championship el 13 de octubre de 2019, en Tokio. Enefrentó a Darren Rolland en ONE Championship: Century, donde ganó la pelea por KO en el segundo asalto.
Sam-A Gaiyanghadao luego enfrentó a Wang Junguang por el Campeonato Inaugural de Kickboxing de Peso Paja de ONE en ONE Championship: Mark Of Greatness el 6 de diciembre de 2019. Sam-A derrotó a Wang Junguang por decisión unánime para convertirse en el primer Campeón Mundial de Kickboxing de Peso Paja de ONE, además del segundo Campeón Mundial de dos deportes en ONE Championship.

#### 2020
Sam-A enfrentó a Rocky Ogden por el Campeonato Mundial de Muay Thai de Peso Paja de ONE en ONE Championship: King of the Jungle el 28 de febrero de 2020. Tras dominar la pelea completa, Sam-A ganaría la pelea por decisión unánime para convertirse en el primer Campeón Mundial de Muay Thai de Peso Paja de ONE.
Sam-A hizo la primera defensa de su título de muay thai de peso paja contra Josh Tonna en ONE Championship: Reign of Dynasties el 9 de octubre de 2020. Sam-A ganó la pelea por TKO en el segundo asalto.

#### 2021
Sam-A hizo la segunda defensa de su título de muay thai de peso contra el debutante Prajanchai P.K.Saenchaimuaythaigym en ONE Championship: Battleground el 30 de julio de 2021. Perdió la pelea y el título por decisión mayoritaria.

#### 2022
En febrero de 2022, se anunció que Sam-A se había retirado de la competención internacional luego de regresar a Tailandia desde Singapur, donde había actuado como entrenador en Evolve MMA. El 10 de febrero de 2023, Nuttadaj Vachirarattanawong el promotor de Petchyindee Academy anunció que Sam-A no se había retirado debido a una lesión en el brazo y quería regresar a Tailandia para el tratamiento, pero el equipo de ONE respondió anunciando el retiro de Sam-A. Chitinat Asadamongkol, presidente de ONE Championship Tailandia, declaró que la organización nunca había anunciado la noticia de que Sam-A se había retirado y que Sam-A aún estaba bajo contrato.

#### 2023
Luego de victorias sobre Tongnoi Lukbanyai y Samingdam Chor.Ajalaboon en Petchyindee en el Rajadamnern Stadium, Sam-A enfrentó a Ryan Sheehan el 17 de marzo de 2023, en ONE Friday Fights 9. Ganó la pelea por KO en el segundo asalto.
Sam-A está programado para enfrentar a Prajanchai P.K.Saenchaimuaythaigym por el Campeonato Interino de Muay Thai de Peso Paja de ONE el 23 de junio de 2023, en ONE Friday Fights 22. Perdió la pelea por KO en el segundo asalto.

## Vida personal
Sam-A y su esposa tienen dos hijas y viven en Buriram, Tailandia.

## Campeonatos y logros

### Muay Thai
- Lumpinee Stadium
  - Campeonato de Peso Súper Mosca de Lumpinee Stadium (52 kg / 115 lb)
  - Campeonato de Peso Gallo de Lumpinee Stadium (55 kg / 122 lb) (4 defensas)
  - Peleador del Año 2011 de Lumpinee Stadium
- Professional Boxing Association of Thailand (PAT)
  - Campeonato de Peso Súper Mosca de Tailandia (52 kg / 115 lb)
  - Campeonato de Peso Gallo de Tailandia (53.5 kg / 118 lb)
  - Campeonato de Peso Súper Gallo de Tailandia (55 kg / 122 lb) (3 defensas)
  - Campeonato de Peso Pluma de Tailandia (57 kg / 126 lb)
- WBC Muaythai
  - Campeonato Internacional de Peso Súper Pluma de WBC Muaythai (60 kg / 132 lb)
- Toyota Marathon Muay Thai
  - Campeonato del Torneo de Peso Pluma de Toyota Marathon de 2015 (57 kg / 126 lb)
- Sports Authority of Thailand
  - Peleador del Año 2011 de la Autoridad Deportiva de Tailandia
- ONE Championship
  - Campeonato Mundial de Muay Thai de Peso Mosca de ONE (61.2 kg / 135 lb)
  - Campeonato Mundial de Muay Thai de Peso Paja de ONE (56.7 kg / 125 lb) (1 Defensa)
  - Actuación de la Noche (Una vez) vs. Ryan Sheehan
- Petchyindee True4U
  - Campeonato de 126 libras de True4U de 2022.

### Kickboxing
- ONE Championship
  - Campeonato Mundial de Kickboxing de Peso Paja de ONE (56.7 kg / 125 lb)

## Récord en Muay Thai y Kickboxing
| Récord en Muay Thai y Kickboxing                             | Récord en Muay Thai y Kickboxing | Récord en Muay Thai y Kickboxing   | Récord en Muay Thai y Kickboxing                 | Récord en Muay Thai y Kickboxing | Récord en Muay Thai y Kickboxing | Récord en Muay Thai y Kickboxing | Récord en Muay Thai y Kickboxing |
| ------------------------------------------------------------ | -------------------------------- | ---------------------------------- | ------------------------------------------------ | -------------------------------- | -------------------------------- | -------------------------------- | -------------------------------- |
| 373 Victorias, 49 Derrotas, 9 Empates                        |                                  |                                    |                                                  |                                  |                                  |                                  |                                  |
| Fecha                                                        | Resultado                        | Oponente                           | Evento                                           | Localización                     | Método                           | Ronda                            | Tiempo                           |
| 23-06-2023                                                   | Derrota                          | Prajanchai P.K.Saenchaimuaythaigym | ONE Friday Fights 22                             | Bangkok, Tailandia               | KO (Codazo Derecho)              | 2                                | 2:10                             |
| Por el Campeonato Interino de Muay Thai de Peso Paja de ONE. |                                  |                                    |                                                  |                                  |                                  |                                  |                                  |
| 2023-03-17                                                   | Victoria                         | Ryan Sheehan                       | ONE Friday Fights 9                              | Bangkok, Tailandia               | KO (Cross de Izquierda)          | 2                                | 2:52                             |
| 2022-10-20                                                   | Victoria                         | Samingdam Chor.Ajalaboon           | Petchyindee, Rajadamnern Stadium                 | Bangkok, Tailandia               | Decisión                         | 5                                | 3:00                             |
| 2022-05-12                                                   | Victoria                         | Tongnoi Lukbanyai                  | Petchyindee, Rajadamnern Stadium                 | Bangkok, Tailandia               | Decisión                         | 5                                | 3:00                             |
| Ganó el título de 126 libras de True4U.                      |                                  |                                    |                                                  |                                  |                                  |                                  |                                  |
| 2021-07-30                                                   | Derrota                          | Prajanchai P.K.Saenchaimuaythaigym | ONE Championship: Battleground                   | Kallang, Singapur                | Decisión (Mayoritaria)           | 5                                | 3:00                             |
| Perdió el título de Peso Paja de Muay Thai de ONE.           |                                  |                                    |                                                  |                                  |                                  |                                  |                                  |
| 2020-10-09                                                   | Victoria                         | Josh Tonna                         | ONE Championship: Reign of Dynasties             | Kallang, Singapur                | TKO (3 Knockdowns)               | 2                                | 2:30                             |
| Defendió el título de Peso Paja de Muay Thai de ONE.         |                                  |                                    |                                                  |                                  |                                  |                                  |                                  |
| 2020-02-28                                                   | Victoria                         | Rocky Ogden                        | ONE Championship: King of the Jungle             | Kallang, Singapur                | Decisión (Unánime)               | 5                                | 3:00                             |
| Ganó el título inaugural de Peso Paja de Muay Thai de ONE.   |                                  |                                    |                                                  |                                  |                                  |                                  |                                  |
| 2019-12-06                                                   | Victoria                         | Wang Junguang                      | ONE Championship: Mark Of Greatness              | Kuala Lumpur, Malasia            | Decisión (Unánime)               | 5                                | 3:00                             |
| Ganó el título inaugural de Peso Paja de Kickboxing de ONE.  |                                  |                                    |                                                  |                                  |                                  |                                  |                                  |
| 2019-10-13                                                   | Victoria                         | Darren Rolland                     | ONE Championship: Century Part 1                 | Tokio, Japón                     | KO (Gancho Izquierdo)            | 2                                | 1:20                             |
| 2019-05-03                                                   | Derrota                          | Jonathan Haggerty                  | ONE Championship: For Honor                      | Yakarta, Indonesia               | Decisión                         | 5                                | 3:00                             |
| Perdió el título de Peso Mosca de Muay Thai de ONE.          |                                  |                                    |                                                  |                                  |                                  |                                  |                                  |
| 2018-05-18                                                   | Victoria                         | Sergio Wielzen                     | ONE Championship: Unstoppable Dreams             | Kallang, Singapur                | KO (Codazo Derecho)              | 4                                |                                  |
| Ganó el título de Peso Mosca de Muay Thai de ONE.            |                                  |                                    |                                                  |                                  |                                  |                                  |                                  |
| 2018-01-26                                                   | Victoria                         | Joseph Lasiri                      | ONE Championship: Global Superheroes             | Manila, Philippines              | KO (Izquierda Recta)             | 2                                |                                  |
| 2016-07-29                                                   | Victoria                         | Yuya Kono                          | Toyota Marathon                                  | Japan                            | KO (Codazo)                      | 3                                |                                  |
| 2015-12-25                                                   | Victoria                         | Petsongkom Sitjaroentab            | Toyota Marathon, Final                           | Bangkok, Tailandia               | Decisión                         | 3                                | 3:00                             |
| Ganó el título del Torneo de 126 libras de Toyota Marathon.  |                                  |                                    |                                                  |                                  |                                  |                                  |                                  |
| 2015-12-25                                                   | Victoria                         | Palangtip Sripeung                 | Toyota Marathon, Semi Finals                     | Bangkok, Tailandia               | Decisión                         | 3                                | 3:00                             |
| 2015-10-07                                                   | Derrota                          | Bangpleenoi 96Penang               | Rajadamnern Stadium                              | Bangkok, Tailandia               | Decisión                         | 5                                | 3:00                             |
| 2015-09-15                                                   | Victoria                         | Klasuk Petjinda                    | Lumpinee Stadium                                 | Bangkok, Tailandia               | Decisión                         | 5                                | 3:00                             |
| 2015-08-14                                                   | Victoria                         | Petsongkom Sitjaroentab            | Toyota Marathon, Final                           | Thailand                         | Decisión                         | 3                                | 3:00                             |
| 2015-08-14                                                   | Victoria                         | Thomas Chaicharoen                 | Toyota Marathon, Semi-final                      | Thailand                         | Decisión                         | 3                                | 3:00                             |
| 2015-08-14                                                   | Victoria                         | Andrés Arturo                      | Toyota Marathon, Quarter-final                   | Thailand                         | TKO (Patadas Bajas)              | 3                                |                                  |
| 2015-04-29                                                   | Derrota                          | Panpayak Jitmuangnon               | Rajadamnern Stadium                              | Bangkok, Tailandia               | KO (Patada a la Cabeza)          | 1                                | 1:20                             |
| 2015-03-06                                                   | Derrota                          | Panpayak Jitmuangnon               | Lumpinee Stadium                                 | Bangkok, Tailandia               | Decisión                         | 5                                | 3:00                             |
| Por el título de 126 libras de Lumpinee.                     |                                  |                                    |                                                  |                                  |                                  |                                  |                                  |
| 2015-01-26                                                   | Victoria                         | Detchsakda Sitsongpeenong          | Rajadamnern Stadium                              | Bangkok, Tailandia               | TKO (Patadas Bajas)              | 4                                |                                  |
| 2014-12-20                                                   | Victoria                         | Trishin Constantine                | Topking World Series                             | Hong Kong                        | Decisión                         | 3                                |                                  |
| 2014-11-25                                                   | Victoria                         | Bangpleenoi 96Penang               | Lumpinee Stadium                                 | Bangkok, Tailandia               | KO                               | 3                                |                                  |
| Ganó el título de Tailandia de 126 libras.                   |                                  |                                    |                                                  |                                  |                                  |                                  |                                  |
| 2014-10-21                                                   | Victoria                         | Andrew Doyle                       | Universal Chinese Martial Arts Association Event | Hong Kong                        | KO                               | 4                                |                                  |
| Ganó el título internacional de 60 kg de WBC Muaythai.       |                                  |                                    |                                                  |                                  |                                  |                                  |                                  |
| 2014-08-14                                                   | Loss                             | Thaksinlek Kiatniwat               | Rajadamnern Stadium                              | Bangkok, Tailandia               | KO (Patada a la Cabeza)          | 2                                |                                  |
| 2014-07-15                                                   | Victoria                         | ET Por Tor Tortawee                | Lumpinee Stadium                                 | Bangkok, Tailandia               | KO                               | 4                                |                                  |
| 2014-06-11                                                   | Derrota                          | Pettawee Sor Kittichai             | Rajadamnern Stadium                              | Bangkok, Tailandia               | KO (Patada a la Cabeza)          | 3                                |                                  |
| 2014-05-17                                                   | Victoria                         | Ayoub el Khaidar                   | Impacts Fight Night 4                            | Burdeos, Francia                 | KO (Patada a la Cabeza)          | 4                                |                                  |
| 2014-03-30                                                   | Victoria                         | Sangmanee Sor Tienpo               | Charity Event for School                         | Songkhla, Tailandia del Sur      | Decisión                         | 5                                | 3:00                             |
| 2014-02-28                                                   | Derrota                          | Superbank Sakchaichode             | Lumpinee 4Man Tournament                         | Bangkok, Tailandia               | Decisión                         | 3                                | 3:00                             |
| 2014-02-08                                                   | Victoria                         | Hakim Hamech                       | La Nuit Des Titans                               | Tours, Francia                   | KO (Codazo)                      | 4                                |                                  |
| 2014-01-07                                                   | Victoria                         | Nongbeer Chokngamwong              | Lumpinee Stadium                                 | Bangkok, Tailandia               | Decisión                         | 5                                | 3:00                             |
| 2013-12-03                                                   | Derrota                          | Superbank Sakchaichode             | Lumpinee Stadium                                 | Bangkok, Tailandia               | Decisión                         | 5                                | 3:00                             |
| Por el título de 126 libras de Lumpinee.                     |                                  |                                    |                                                  |                                  |                                  |                                  |                                  |
| 2013-10-31                                                   | Victoria                         | Stephen Meleady                    | Toyota marathon                                  | Thailand                         | Decisión                         | 3                                | 3:00                             |
| 2013-10-11                                                   | Victoria                         | Kwankhao Mor.Ratanabandit          | Lumpinee Stadium                                 | Bangkok, Tailandia               | Decisión                         | 5                                | 3:00                             |
| 2013-09-04                                                   | Victoria                         | Superlek Kiatmuu9                  | Rajadamnern Stadium                              | Bangkok, Tailandia               | Decisión                         | 5                                | 3:00                             |
| 2013-07-12                                                   | Victoria                         | Superlek Kiatmuu9                  | Lumpinee Stadium                                 | Bangkok, Tailandia               | Decisión                         | 5                                | 3:00                             |
| Ganó el título de 122 libras de Tailandia.                   |                                  |                                    |                                                  |                                  |                                  |                                  |                                  |
| 2013-06-07                                                   | Victoria                         | Phet Utong Or. Kwanmuang           | Lumpinee Stadium                                 | Bangkok, Tailandia               | TKO (Patada Baja)                | 2                                |                                  |
| 2013-05-10                                                   | Victoria                         | Yokwitaya Petsimean                | Lumpinee Stadium                                 | Bangkok, Tailandia               | Decisión                         | 5                                | 3:00                             |
| 2013-04-09                                                   | Victoria                         | Phet Utong Or. Kwanmuang           | Lumpinee Stadium                                 | Bangkok, Tailandia               | Decisión                         | 5                                | 3:00                             |
| 2013-02-07                                                   | Empate                           | Pokaew Fonjangchonburi             | Rajadamnern Stadium                              | Bangkok, Tailandia               | Decisión                         | 5                                | 3:00                             |
| 2013-01-04                                                   | Derrota                          | Petpanomrung Kiatmuu9              | Lumpinee Stadium                                 | Bangkok, Tailandia               | Decisión                         | 5                                | 3:00                             |
| 2012-12-07                                                   | Victoria                         | Pokaew Fonjangchonburi             | Lumpinee Stadium                                 | Bangkok, Tailandia               | Decisión                         | 5                                | 3:00                             |
| Retuvo el título de 122 libras de Tailandia.                 |                                  |                                    |                                                  |                                  |                                  |                                  |                                  |
| 2012-11-02                                                   | Victoria                         | Petpanomrung Kiatmuu9              | Petchyindee Fight, Lumpinee Stadium              | Bangkok, Tailandia               | Decisión                         | 5                                | 3:00                             |
| 2012-08-07                                                   | Victoria                         | Thong Puideenaidee                 | Lumpinee Stadium                                 | Bangkok, Tailandia               | Decisión                         | 5                                | 3:00                             |
| 2012-05-04                                                   | Derrota                          | Penake Sitnumnoi                   | Lumpinee Stadium                                 | Bangkok, Tailandia               | Decisión                         | 5                                | 3:00                             |
| Por los título de 126 libras de Tailandia y Lumpinee.        |                                  |                                    |                                                  |                                  |                                  |                                  |                                  |
| 2012-03-02                                                   | Victoria                         | Petpanomrung Kiatmuu9              | Lumpinee Stadium                                 | Bangkok, Tailandia               | Decisión                         | 5                                | 3:00                             |
| 2012-01-12                                                   | Victoria                         | Rungruanglek Lukprabat             | Rajadamnern Stadium                              | Bangkok, Tailandia               | Decisión                         | 5                                | 3:00                             |
| 2011-12-09                                                   | Victoria                         | Ritidej Wor. Wanthavee             | Lumpinee Stadium                                 | Bangkok, Tailandia               | TKO (Patadas Bajas)              | 4                                |                                  |
| 2011-10-07                                                   | Victoria                         | Tingtong Chor. Koyahu-Isuzu        | Lumpinee Stadium                                 | Bangkok, Tailandia               | Decisión                         | 5                                | 3:00                             |
| 2011-08-30                                                   | Victoria                         | Rungruanglek Lukprabat             | Lumpinee Stadium                                 | Bangkok, Tailandia               | Decisión                         | 5                                | 3:00                             |
| 2011-08-02                                                   | Victoria                         | Lekklar Thanasukarn                | Lumpinee Stadium                                 | Bangkok, Tailandia               | Decisión                         | 5                                | 3:00                             |
| 2011-07-07                                                   | Victoria                         | Tingtong Chor. Koyahu-Isuzu        | Rajadamnern Stadium                              | Bangkok, Tailandia               | Decisión                         | 5                                | 3:00                             |
| 2011-06-10                                                   | Victoria                         | Thong Puideenaidee                 | Lumpinee Stadium                                 | Bangkok, Tailandia               | Decisión                         | 5                                | 3:00                             |
| Retuvo el título de 122 libras de Lumpinee.                  |                                  |                                    |                                                  |                                  |                                  |                                  |                                  |
| 2011-05-10                                                   | Draw                             | Kongsak Saenchaimuaythaigym        | Lumpinee Stadium                                 | Bangkok, Tailandia               | Decisión                         | 5                                | 3:00                             |
| 2011-03-08                                                   | Victoria                         | Pokaew Fonjangchonburi             | Lumpinee Stadium                                 | Bangkok, Tailandia               | Decisión                         | 5                                | 3:00                             |
| 2011-02-05                                                   | Victoria                         | Manasak Pinsinchai                 | Siam Omnoi                                       | Bangkok, Tailandia               | Decisión                         | 5                                | 3:00                             |
| 2010-12-29                                                   | Derrota                          | Rungruanglek Lukprabat             | Rajadamnern Stadium                              | Bangkok, Tailandia               | Decisión                         | 5                                | 3:00                             |
| 2010-12-07                                                   | Victoria                         | Thong Puideenaidee                 | Lumpinee Stadium                                 | Bangkok, Tailandia               | Decisión                         | 5                                | 3:00                             |
| Retuvo el título de 122 libras de Lumpinee.                  |                                  |                                    |                                                  |                                  |                                  |                                  |                                  |
| 2010-11-02                                                   | Derrota                          | Singtongnoi Por.Telakun            | Lumpinee Stadium                                 | Bangkok, Tailandia               | Decisión                         | 5                                | 3:00                             |
| 2010-10-05                                                   | Victoria                         | Rungruanglek Lukprabat             | Lumpinee Stadium                                 | Bangkok, Tailandia               | Decisión                         | 5                                | 3:00                             |
| Retuvo el título de 122 libras de Lumpinee.                  |                                  |                                    |                                                  |                                  |                                  |                                  |                                  |
| 2010-09-07                                                   | Derrota                          | Nong-O Sit Or                      | Lumpinee Stadium                                 | Bangkok, Tailandia               | Decisión                         | 5                                | 3:00                             |
| 2010-07-13                                                   | Victoria                         | Trijak Sitjomtrai                  | Lumpinee Stadium                                 | Bangkok, Tailandia               | Decisión                         | 5                                | 3:00                             |
| 2010-06-04                                                   | Victoria                         | Rungpet Wor. Sangprapai            | Lumpinee Stadium                                 | Bangkok, Tailandia               | Decisión                         | 5                                | 3:00                             |
| 2010-05-07                                                   | Victoria                         | Pakorn PKSaenchaimuaythaigym       | Lumpinee Stadium                                 | Bangkok, Tailandia               | Decisión                         | 5                                | 3:00                             |
| 2010-03-05                                                   | Victoria                         | Pettawee Sor Kittichai             | Lumpinee Stadium                                 | Bangkok, Tailandia               | Decisión                         | 5                                | 3:00                             |
| 2010-02-10                                                   | Derrota                          | Pornsanae Sitmonchai               | Rajadamnern Stadium                              | Bangkok, Tailandia               | Decisión                         | 5                                | 3:00                             |
| 2010-01-15                                                   | Victoria                         | Traijak Sitjomtrai                 | Lumpinee Stadium                                 | Bangkok, Tailandia               | Decisión                         | 5                                | 3:00                             |
| 2009-12-08                                                   | Victoria                         | Lekklar Thanasukarn                | Lumpinee Stadium                                 | Bangkok, Tailandia               | Decisión                         | 5                                | 3:00                             |
| Retuvo el título de 122 libras de Lumpinee.                  |                                  |                                    |                                                  |                                  |                                  |                                  |                                  |
| 2009-11-13                                                   | Derrota                          | Rungruanglek Lukprabat             | Lumpinee Stadium                                 | Bangkok, Tailandia               | Decisión                         | 5                                | 3:00                             |
| 2009-09-25                                                   | Victoria                         | Pornsanae Sitmonchai               | Lumpinee Stadium                                 | Bangkok, Tailandia               | Decisión                         | 5                                | 3:00                             |
| 2009-09-04                                                   | Victoria                         | Wuttidet Lukprabat                 | Lumpinee Stadium                                 | Bangkok, Tailandia               | Decisión                         | 5                                | 3:00                             |
| Ganó el título de 122 libras de Tailandia.                   |                                  |                                    |                                                  |                                  |                                  |                                  |                                  |
| 2009-08-06                                                   | Derrota                          | Pettawee Sor Kittichai             | Rajadamnern Stadium                              | Bangkok, Tailandia               | Decisión                         | 5                                | 3:00                             |
| 2009-07-03                                                   | Victoria                         | Pakorn PKSaenchaimuaythaigym       | Lumpinee Stadium                                 | Bangkok, Tailandia               | Decisión                         | 5                                | 3:00                             |
| 2009-05-26                                                   | Victoria                         | Pornsanae Sitmonchai               | Lumpinee Stadium                                 | Bangkok, Tailandia               | Decisión                         | 5                                | 3:00                             |
| 2009-03-03                                                   | Derrota                          | Rungruanglek Lukprabat             | Lumpinee Stadium                                 | Bangkok, Tailandia               | Decisión                         | 5                                | 3:00                             |
| 2009-02-06                                                   | Victoria                         | Pornsanae Sitmonchai               | Lumpinee Stadium                                 | Bangkok, Tailandia               | Decisión                         | 5                                | 3:00                             |
| 2009-01-06                                                   | Victoria                         | Pornsanae Sitmonchai               | Lumpinee Stadium                                 | Bangkok, Tailandia               | Decisión                         | 5                                | 3:00                             |
| 2008-12-09                                                   | Victoria                         | Karnchai Fairtex                   | Lumpinee Stadium                                 | Bangkok, Tailandia               | Decisión                         | 5                                | 3:00                             |
| 2008-10-31                                                   | Victoria                         | Detnarong Wor. Sangprapai          | Lumpinee Stadium                                 | Bangkok, Tailandia               | Decisión                         | 5                                | 3:00                             |
| Ganó el título de 122 libras de Lumpinee.                    |                                  |                                    |                                                  |                                  |                                  |                                  |                                  |
| 2008-09-30                                                   | Derrota                          | Karnchai Fairtex                   | Lumpinee Stadium                                 | Bangkok, Tailandia               | Decisión                         | 5                                | 3:00                             |
| 2008-09-04                                                   | Victoria                         | Rungruanglek Lukprabat             | Rajadamnern Stadium                              | Bangkok, Tailandia               | KO                               | 4                                |                                  |
| 2008-08-08                                                   | Victoria                         | Penake Sitnumnoi                   | Lumpinee Stadium                                 | Bangkok, Tailandia               | KO (Codazo)                      | 4                                |                                  |
| 2008-06-04                                                   | Victoria                         | Jenrop Sakhomsin                   | Lumpinee Stadium                                 | Bangkok, Tailandia               | TKO (Patada Baja)                | 4                                |                                  |
| 2008-03-25                                                   | Derrota                          | Captiankane Narupai                | Lumpinee Stadium                                 | Bangkok, Tailandia               | Decisión                         | 5                                | 3:00                             |
| 2008-02-29                                                   | Victoria                         | Petchboonchu FA Group              | Lumpinee Stadium                                 | Bangkok, Tailandia               | TKO (Patadas Bajas)              | 4                                |                                  |
| 2008-02-05                                                   | Derrota                          | Wuttidet Lukprabat                 | Lumpinee Stadium                                 | Bangkok, Tailandia               | Decisión                         | 5                                | 3:00                             |
| 2008-01-04                                                   | Victoria                         | Petchboonchu FA Group              | Lumpinee Stadium                                 | Bangkok, Tailandia               | Decisión                         | 5                                | 3:00                             |
| 2007-12-07                                                   | Victoria                         | Chatchai Sor. Thonayong            | Lumpinee Stadium                                 | Bangkok, Tailandia               | Decisión                         | 5                                | 3:00                             |
| 2007-07-06                                                   | Victoria                         | Rakkiat Kiatprapat                 | Lumpinee Stadium                                 | Bangkok, Tailandia               | Decisión                         | 5                                | 3:00                             |
| 2007-06-08                                                   | Victoria                         | Kampichit Riflownasoundna          | Lumpinee Stadium                                 | Bangkok, Tailandia               | Decisión                         | 5                                | 3:00                             |
| 2007-05-04                                                   | Loss                             | Detnarong Wor. Sangprapai          | Lumpinee Stadium                                 | Bangkok, Tailandia               | Decisión                         | 5                                | 3:00                             |
| 2007-03-02                                                   | Victoria                         | Detnarong Wor. Sangprapai          | Lumpinee Stadium                                 | Bangkok, Tailandia               | Decisión                         | 5                                | 3:00                             |
| 2007-01-30                                                   | Victoria                         | Songkom Wor. Sangprapai            | Lumpinee Stadium                                 | Bangkok, Tailandia               | Decisión                         | 5                                | 3:00                             |
| 2007-01-05                                                   | Victoria                         | Deathsuriya Sitthiprasert          | Lumpinee Stadium                                 | Bangkok, Tailandia               | TKO                              | 3                                |                                  |
| 2006-11-24                                                   | Victoria                         | Kampichit Riflownasoundna          | Lumpinee Stadium                                 | Bangkok, Tailandia               | Decisión                         | 5                                | 3:00                             |
| 2006-10-24                                                   | Derrota                          | Manasak Narupai                    | Lumpinee Stadium                                 | Bangkok, Tailandia               | Decisión                         | 5                                | 3:00                             |
| 2006-10-03                                                   | Empate                           | Kampichit Riflownasoundna          | Lumpinee Stadium                                 | Bangkok, Tailandia               | Decisión                         | 5                                | 3:00                             |
| 2006-08-11                                                   | Empate                           | Phaysaer Gardensviewgym            | Lumpinee Stadium                                 | Bangkok, Tailandia               | Decisión                         | 5                                | 3:00                             |
| 2006-06-20                                                   | Victoria                         | Kompayak Fairtex                   | Lumpinee Stadium                                 | Bangkok, Tailandia               | Decisión                         | 5                                | 3:00                             |
| 2006-05-16                                                   | Victoria                         | Doungpichio A. Siriphon            | Lumpinee Stadium                                 | Bangkok, Tailandia               | Decisión                         | 5                                | 3:00                             |
| Ganó el título de 115 libras de Tailandia.                   |                                  |                                    |                                                  |                                  |                                  |                                  |                                  |
| 2006-04-21                                                   | Empate                           | Kompayak Fairtex                   | Lumpinee Stadium                                 | Bangkok, Tailandia               | Decisión                         | 5                                | 3:00                             |
| 2006-03-14                                                   | Victoria                         | Yodthongchai Sor. Suwatchai        | Lumpinee Stadium                                 | Bangkok, Tailandia               | TKO                              | 3                                |                                  |
| 2006-02-14                                                   | Victoria                         | Daoprasak Keatkamtorn              | Lumpinee Stadium                                 | Bangkok, Tailandia               | Decisión                         | 5                                | 3:00                             |
| 2006-01-24                                                   | Derrota                          | Rungruanglek Lukprabat             | Phetpiya, Lumpinee Stadium                       | Bangkok, Tailandia               | Decisión                         | 5                                | 3:00                             |
| 2005-12-06                                                   | Victoria                         | Kangwanlek Petyindee               | Lumpinee Stadium                                 | Bangkok, Tailandia               | Decisión                         | 5                                | 3:00                             |
| 2005-11-03                                                   | Victoria                         | Chaiyo Soonkilabannon              | Rajadamnern Stadium                              | Bangkok, Tailandia               | Decisión                         | 5                                | 3:00                             |
| 2005-08-12                                                   | Victoria                         | Nuttapon Kor. Kumpai               | Lumpinee Stadium                                 | Bangkok, Tailandia               | Decisión                         | 5                                | 3:00                             |
| 2005-05-24                                                   | Victoria                         | Kangwanlek Petyindee               | Lumpinee Stadium                                 | Bangkok, Tailandia               | Decisión                         | 5                                | 3:00                             |
| 2005-03-29                                                   | Derrota                          | Songkom Wor. Sangprapai            | Lumpinee Stadium                                 | Bangkok, Tailandia               | TKO                              | 4                                |                                  |
| Perdió el título de 115 libras de Lumpinee.                  |                                  |                                    |                                                  |                                  |                                  |                                  |                                  |
| 2005-03-04                                                   | Derrota                          | Kangwanlek Petyindee               | Lumpinee Stadium                                 | Bangkok, Tailandia               | Decisión                         | 5                                | 3:00                             |
| 2005-02-01                                                   | Derrota                          | Pettawee Sor Kittichai             | Lumpinee Stadium                                 | Bangkok, Tailandia               | Decisión                         | 5                                | 3:00                             |
| 2004-12-07                                                   | Victoria                         | Petch T. Baengsean                 | Lumpinee Stadium                                 | Bangkok, Tailandia               | Decisión                         | 5                                | 3:00                             |
| Ganó el título de 115 libras de Lumpinee.                    |                                  |                                    |                                                  |                                  |                                  |                                  |                                  |
| 2004-11-05                                                   | Victoria                         | Sakmongkon Lukprabart              | Lumpinee Stadium                                 | Bangkok, Tailandia               | TKO                              | 3                                |                                  |
| 2004-10-09                                                   | Derrota                          | Petch T.Bangsean                   | Lumpinee Stadium                                 | Bangkok, Tailandia               | Decisión                         | 5                                | 3:00                             |
| 2004-07-20                                                   | Victoria                         | Chalermdeat Sor. Tawanrung         | Lumpinee Stadium                                 | Bangkok, Tailandia               | Decisión                         | 5                                | 3:00                             |
| 2004-06-22                                                   | Derrota                          | Kaew Fairtex                       | Lumpinee Stadium                                 | Bangkok, Tailandia               | Decisión                         | 5                                | 3:00                             |
| 2004-05-28                                                   | Victoria                         | Petch T. Baengsean                 | Lumpinee Stadium                                 | Bangkok, Tailandia               | Decisión                         | 5                                | 3:00                             |
| 2004-04-21                                                   | Derrota                          | Wuttidet Lukprabat                 | Rajadamnern Stadium                              | Bangkok, Tailandia               | Decisión                         | 5                                | 3:00                             |
| 2004-03-30                                                   | Victoria                         | Petch Por. Purapa                  | Lumpinee Stadium                                 | Bangkok, Tailandia               | Decisión                         | 5                                | 3:00                             |
| 2004-02-24                                                   | Victoria                         | Duangsompong Por. Kumpai           | Lumpinee Stadium                                 | Bangkok, Tailandia               | Decisión                         | 5                                | 3:00                             |
| 2004-01-27                                                   | Victoria                         | Chartchainoi Sitbenjama            | Lumpinee Stadium                                 | Bangkok, Tailandia               | TKO                              | 5                                |                                  |
| 2003-12-09                                                   | Derrota                          | Daoprasuk Sitpafar                 | Lumpinee Stadium                                 | Bangkok, Tailandia               | Decisión                         | 5                                | 3:00                             |
| 2003-11-14                                                   | Victoria                         | Pongsirong Keatcharnsing           | Lumpinee Stadium                                 | Bangkok, Tailandia               | Decisión                         | 5                                | 3:00                             |
| 2003-10-10                                                   | Victoria                         | Patiharn Sor. Kittichai            | Lumpinee Stadium                                 | Bangkok, Tailandia               | Decisión                         | 5                                | 3:00                             |
| 2003-09-16                                                   | Victoria                         | Kangwanlek Petyindee               | Lumpinee Stadium                                 | Bangkok, Tailandia               | Decisión                         | 5                                | 3:00                             |
| 2003-08-22                                                   | Victoria                         | Sungyut Wor. Suntannon             | Lumpinee Stadium                                 | Bangkok, Tailandia               | Decisión                         | 5                                | 3:00                             |
| 2003-07-29                                                   | Victoria                         | Daoprasuk Sitpafar                 | Lumpinee Stadium                                 | Bangkok, Tailandia               | Decisión                         | 5                                | 3:00                             |
| 2003-06-10                                                   | Derrota                          | Sungyut Wor. Suntannon             | Lumpinee Stadium                                 | Bangkok, Tailandia               | Decisión                         | 5                                | 3:00                             |
|                                                              | Victoria                         | Tingtong Saengsawangpanrapla       |                                                  | Bangkok, Tailandia               | Decisión                         | 5                                | 3:00                             |
|                                                              | Victoria                         | Sarawut Lukbanyai                  | Lumpinee Stadium                                 | Bangkok, Tailandia               | Decisión                         | 5                                | 3:00                             |
| 2001-12-29                                                   | Victoria                         | Yai Sitsamuchai                    | Lumpinee Stadium                                 | Bangkok, Tailandia               | Decisión                         | 5                                | 3:00                             |